# كريستوف جوغون
كريستوف جوغون (بالفرنسية: Christophe Jougon)‏ (10 يوليو 1995 بمارتينيك في فرنسا - ) هو لاعب كرة قدم فرنسي في مركز الوسط.

## روابط خارجية
- كريستوف جوغون على موقع قاعدة بيانات كرة القدم.إي يو (الإنجليزية)
- كريستوف جوغون على موقع ناشيونال فوتبول تيمز (الإنجليزية)
- كريستوف جوغون على موقع Soccerway.com (الإنجليزية)